# Edward Miłuszew
Edward Ismaiłowicz Miłuszew, ros. Эдвард Исмаилович Милушев; biał. Эдуард Ісмаілавіч Мілушаў – Eduard Ismaiławicz Miłuszau (ur. 22 czerwca 1950 w Kazaniu) – radziecki hokeista. Trener hokejowy z obywatelstwem białoruskim.

## Kariera zawodnicza
- SK im. Urickowo (1968-1971)
- Torpedo Mińsk (1971-1976)

Pochodził z Kazania. Jego ojciec Ismaił Chusainowicz Miłuszew, był miejscowym hokeistą i trenerem SK Urickogo Kazań w latach 1965–1966 i 1968-1971. W 1971 Edward Miłuszew przeniósł się do Białoruskiej SRR za sprawą pracującego tam szkoleniowca, także pochodzącego z Kazania, Anatolija Murawjowa. Został zawodnikiem Torpedo Mińsk. Karierę zawodniczą zakończył w połowie lat 70. w wieku 26 lat.

## Kariera trenerska
- Junost' Mińsk (1980-1991), trener w szkole hokejowej
- Zofiówka Jastrzębie (1991-1992), główny trener
- SMS PZHL Sosnowiec, trener
- Reprezentacja Polski do lat 18, trener selekcjoner
- GKS Jastrzębie (-2005), szkoleniowiec wychowanków klubu
- JKH Czarne Jastrzębie (2005-2006), główny trener
- Dynama Mińsk (2007-2008), asystent trenera
- HK Brześć (2008)
- HK Szynnik Bobrujsk (2009-2011), asystent trenera

Po zakończeniu kariery zawodniczej został trenerem i podjął pracę w szkole SDJuSzOR Junosti w Mińsku. Pracował w szkole sportowej nr 12. Od 1980 był trenerem w szkole Junosti Mińsk, SDJuSZoR. W 1985 wraz z zespołem rocznika 1969-1970 zdobył mistrzostwo ZSRR, a w 1991 brązowy medal z rocznikiem 1974-1975. Wśród jego wychowanków byli wybitni białoruscy hokeiści, m.in. Rusłan Salej, Dzmitryj Pankou, Siarhiej Szabanau, Siarhiej Staś. W 1991 został szkoleniowcem w Polsce, w drużynie debiutanta w I lidze polskiej, Zofiówki Jastrzębie. Prowadził zespół w sezonie 1991/1992. Był to roczny epizod ówczesnego klubu w najwyższej klasie rozgrywkowej. W kolejnych latach Miłuszew pracował jako szkoleniowiec wychowanków jastrzębskiego hokeja. W Polsce był trenerem od 1991 przez kolejnych 16 lat. W latach 90. był trenerem w SMS PZHL Sosnowiec. W tym czasie był szkoleniowcem reprezentacji Polski do lat 18. Od 2005 prowadził seniorski zespół JKH Czarne Jastrzębie w I lidze: w sezonie 2005/2006 (jego grającym asystentem był Sławomir Wieloch). Trenerem był także na początku sezonu 2006/2007 do października 2006, gdy jego miejsce zajął dotychczasowy asystent Stanisław Małkow. W sezonie 2007/2008 był asystentem I trenera Andrieja Sidorienki w Dynamie Mińsk. Później krótkotrwale pracował w Brześciu, a potem jako asystent w Bobrujsku. Następnie zrezygnował z zajęcia trenera i podjął pracę w firmie budowlanej.